# Château de Beaumont (Allier)
Pour les articles homonymes, voir Château de Beaumont.
Le château de Beaumont est situé sur la commune d'Agonges (France).

## Situation
Le château est situé sur la commune d'Agonges, dans le département de l'Allier, en région Auvergne-Rhône-Alpes.

## Description
Le corps de bâtiment encadré de deux tours donne sur une terrasse. La cour est encadrée de deux pavillons, un étant la chapelle, l'autre une salle de billard. En 1850 deux autres pavillons en terrasse accessible depuis le corps de logis ont été ajoutés.
S'y ajoutent des constructions isolées, des communs, un pigeonnier sans doute plus ancien et un pavillon chinois hexagonal sur la terrasse.

## Historique
C'est sur l'emplacement d'un château médiéval dont il ne reste qu'une tour qu'il a été construit en 1740.
Au début du XIXe siècle, le château de Beaumont appartenait à François Dalphonse, député de l'Allier, qui y est mort le 24 septembre 1821.
Le château (précisément le logis, les deux petits pavillons (la chapelle et l'ancien billard), le pigeonnier et le pavillon hexagonal ainsi que le mur de clôture, son perron et les communs donnant sur le pré) fait l’objet d’une inscription au titre des monuments historiques depuis le 13 décembre 1978.